# Красний Яр (Воскресенський район)
Красний Яр (рос. Красный Яр) — селище в Воскресенському районі Нижньогородської області Російської Федерації.
Населення становить 633 особи. Входить до складу муніципального утворення Глуховська сільрада.

## Історія
Від 2009 року входить до складу муніципального утворення Глуховська сільрада.

## Населення
| 1999 | 2002 | 2010 |
| ---- | ---- | ---- |
| 842  | ↘787 | ↘633 |